# Force India VJM10
Chronologie des modèles (2017)
Force India VJM09 Force India VJM11
La Force India VJM10 est la monoplace de Formule 1 engagée par Force India dans le cadre du championnat du monde de Formule 1 2017. Elle est pilotée par le Mexicain Sergio Pérez et par le Français Esteban Ocon. Le pilote-essayeur est le Mexicain Alfonso Celis Jr.
Conçue par l'ingénieur britannique Andrew Green, la VJM10 est présentée le 22 février 2017 à l'usine de Silverstone en Grande-Bretagne. La livrée initialement grise devient rose le 14 mars 2017 à la suite de la signature d'un contrat de sponsoring avec l'entreprise autrichienne BWT AG.

## Résultats en championnat du monde de Formule 1

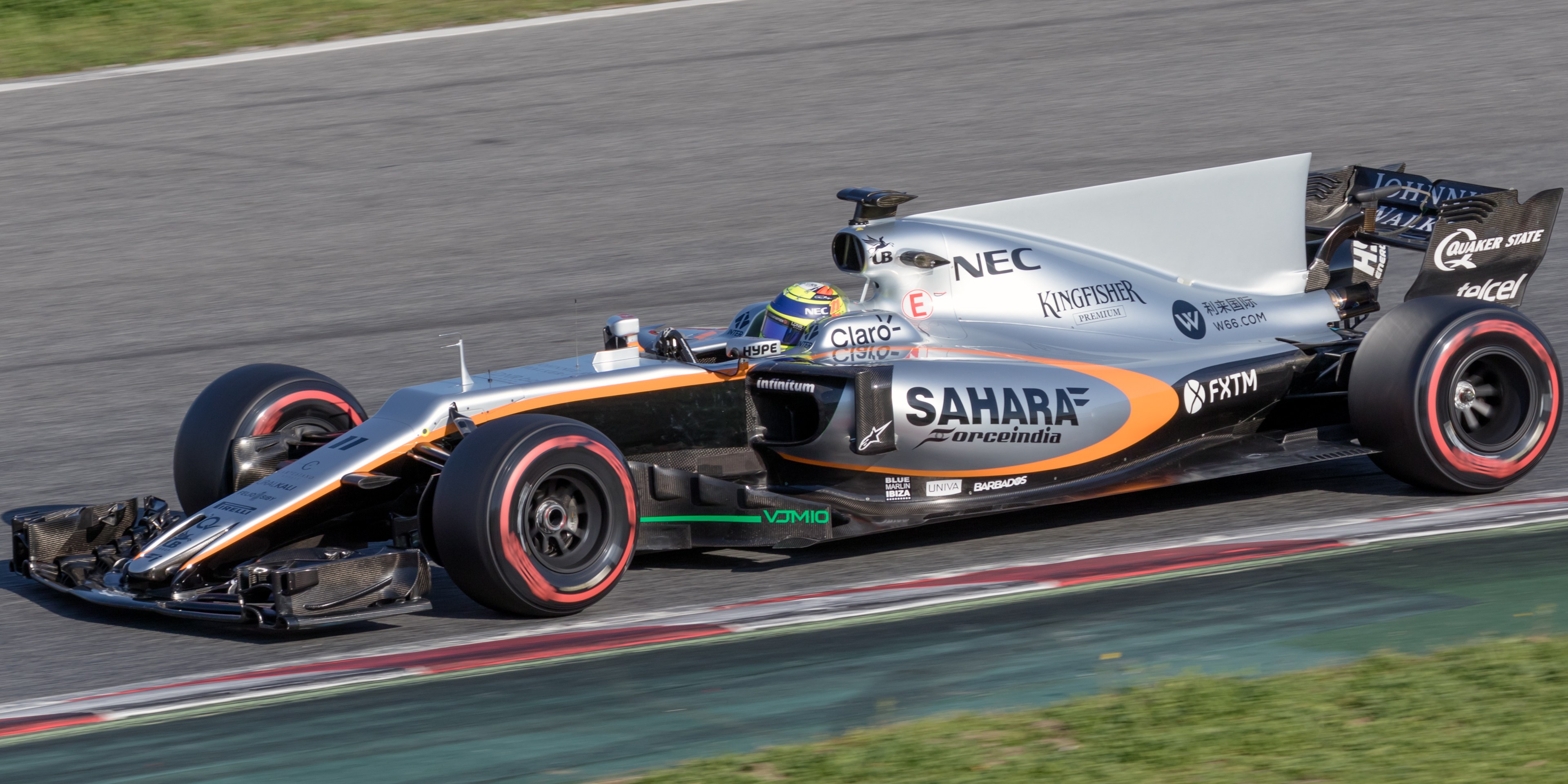
La livrée grise de la Force India VJM10, utilisée lors des essais hivernaux.

| Saison | Écurie                     | Moteur                                 | Pneus   | Pilotes      | Courses | Courses | Courses | Courses | Courses | Courses | Courses | Courses | Courses | Courses | Courses | Courses | Courses | Courses | Courses | Courses | Courses | Courses | Courses | Courses | Points inscrits | Classement |
| Saison | Écurie                     | Moteur                                 | Pneus   | Pilotes      | 1       | 2       | 3       | 4       | 5       | 6       | 7       | 8       | 9       | 10      | 11      | 12      | 13      | 14      | 15      | 16      | 17      | 18      | 19      | 20      | Points inscrits | Classement |
| ------ | -------------------------- | -------------------------------------- | ------- | ------------ | ------- | ------- | ------- | ------- | ------- | ------- | ------- | ------- | ------- | ------- | ------- | ------- | ------- | ------- | ------- | ------- | ------- | ------- | ------- | ------- | --------------- | ---------- |
| 2017   | Sahara Force India F1 Team | Mercedes-AMG F1 M08 EQ Power+ V6 Turbo | Pirelli |              | AUS     | CHI     | BAH     | RUS     | ESP     | MON     | CAN     | AZE     | AUT     | GBR     | HON     | BEL     | ITA     | SIN     | MAL     | JAP     | USA     | MEX     | BRE     | ABU     | 187             | 4e         |
| 2017   | Sahara Force India F1 Team | Mercedes-AMG F1 M08 EQ Power+ V6 Turbo | Pirelli | Sergio Pérez | 7e      | 9e      | 7e      | 6e      | 4e      | 13e     | 5e      | Abd     | 7e      | 9e      | 8e      | 17e*    | 9e      | 5e      | 6e      | 7e      | 8e      | 7e      | 9e      | 7e      | 187             | 4e         |
| 2017   | Sahara Force India F1 Team | Mercedes-AMG F1 M08 EQ Power+ V6 Turbo | Pirelli | Esteban Ocon | 10e     | 10e     | 10e     | 7e      | 5e      | 12e     | 6e      | 6e      | 8e      | 8e      | 9e      | 9e      | 6e      | 10e     | 10e     | 6e      | 6e      | 5e      | Abd     | 8e      | 187             | 4e         |

Légende : ici 